# محمد علي (ممثل مصري)
محمد علي (18 يناير 1978-) رجل أعمال ومُمثل مصري.

## حياته

### المسيرة الفنية
كان محمد علي من أسرة متوسطة تسكن حي العجوزة بمحافظة الجيزة. وكان والده يعمل في بيع الذهب، وفقا لما ذكره الممثل الشاب في أحد مقاطع الفيديو التي نشرها على الإنترنت.
وأشار علي إلى أنه حصل على دبلوم فني صناعي، ثم حاول استكمال دراسته في كلية التجارة بقسم التعليم المفتوح في جامعة القاهرة، لكنه توقف عن الدراسة بعد عامين فقط.
وكان والد محمد علي بطلا في لعبة كمال الأجسام، ومثَّل مصر في عدة بطولات عربية وإقليمية، ثم تولى بعد ذلك عدة مناصب في الاتحاد المصري للعبة، وذلك وفقا لصحف محلية مصرية، ولما ذكره محمد علي في بعض مقاطع الفيديو التي نشرها.
ونفى محمد علي انضمامه إلى أي فصيل سياسي في حياته، كما نفى ما بثته بعض وسائل الإعلام المحلية التي اتهمته بأنه يعمل لصالح جماعة الإخوان المسلمين المحظورة قانونيا في مصر. التحق بورشة لدراسة التمثيل قبل أن يشارك في فيلم القشاش عام 2013، واتجه بعدها للمشاركة في إنتاج فيلم المعدية الذي شارك في التمثيل فيه أيضًا. كما أنتج فيلم «البر التاني» والذي لعب دورًا رئيسيًا به ويتناول هذا الفيلم قضية إقدام عدد من الشباب في مصر على الهجرة غير الشرعية إلى أوروبا عبر مياه البحر المتوسط، رغم معرفتهم بالمخاطر التي تنتظرهم. وشارك أيضًا في مسلسل طايع للنجم عمرو يوسف.

### النشاط السياسي 2019
في سبتمبر 2019، أثارت سلسلة من الفيديوهات اتهم فيها محمد علي الرئيس المصري عبد الفتاح السيسي وعدد من كبار قادة الجيش المصري بالفساد جدلًا بعد انتشارها على نطاق واسع. قال محمد علي أنه غادر مصر إلى إسبانيا، وأنه تلقى تهديدات من «المخابرات». قال محمد علي أن سبب مغادرته إلى إسبانيا هو أن الجيش لم يسدد له مستحقات مالية بقيمة نحو 10 ملايين دولار. على الرغم من ذلك، لم يقدم محمد علي أي وثائق تثبت صحة كلامه وبرر ذلك بأن الجيش والأجهزة المعنية هي «من يتحكم في كل الأوراق والمستندات». وقال إنه لم يكن يستطيع أن يتحدث عن كل هذه الأمور أثناء وجوده داخل مصر لأنه كان سيتعرض إما للسجن أو القتل. لم ترد السلطات على اتهامات محمد علي، وقام محام موال للسلطات وفقا ليورونيوز بتقديم بلاغ للنائب العام يتهمه فيه بـ«الخيانة العظمى». وظهر والد محمد علي في برنامج تلفزيوني محلي وتبرأ من سلوك ابنه مؤكدا أن «كل ما حققته أسرته من ثروة جاء من خلال تعاملات شركته مع الجيش» على مدى سنوات. في يوم 14 من نفس الشهر، علق الرئيس المصري على إدعاءات محمد علي (دون ذكر اسمه صراحة) ووصفها بأنها «كلام خطير» وقال أن أحدا «لا يستطيع زعزعة الثقة، بين القوات المسلحة المصرية وقائدها الأعلى وبين الشعب»، مؤكدا أنه كرئيس للبلاد «شريف وأمين ومخلص». لكن السيسي أكد بعض ما جاء في كلام محمد علي من بناء قصور رئاسية جديدة في مناطق مختلفة، مؤكدا أنه سيستمر في ذلك، لأنه «لا يبني لنفسه وإنما يبني دولة جديدة»، حسب قوله.
قام مُحمد علي بالرد على خطاب السيسي في فيديو دعا فيه المصريين إلى التجمهر في المُحافظات المصرية ضد السيسي، والمُشاركة عبر وسم على تويتر أسماه «#كفايه_بقي_ياسيسي»؛ لكي يعبر فيه الشعب المِصري عن رفضه لاستمرار السيسي في الحكم قائلًا إن السيسي عليه الرحيل إذا حقق الوسم أكثر من 30 مليون تغريدة.، وقد تخطى الوسم أكثر من مليون تغريدة في أقل من 24 ساعة.

وقد دعا مُحمد علي المصريين إلى النزول إلى الشوارع يوم الجمعة الموافق 20 سبتمبر 2019 لإعلان رفضهم لاستمرار السيسي في الحكم كما أنه طالب وزير الدفاع المصري محمد زكي بعزل السيسي واعتقاله استجابةً لإرادة الشعب، وقد لاقت دعوة محمد علي استجابة من جموع من الناس، فنزل جموع من المصريين بعد مُباراة الأهلي والزمالك إلى ميدان التحرير بالقاهرة وميدان الشون بالمحلة الكبرى وبعض المحافظات لإعلان رفضهم لحكم السيسي. وذكر مركز حقوقي إنه تلقى بلاغات بالقبض على 45 شخصا، في مدن القاهرة، الإسكندرية، دمنهور، دمياط، والمحلة الكبرى خلال التظاهرات، في حين ذكر شاهد عيان أضعاف ذلك. وتجددت المظاهرات لليوم الثاني في السويس حيث فضت قوات الأمن تظاهرة ليلية وقامت بالقبض على 50 من المتظاهرين.

### النشاط السياسى 2020
في سبتمبر 2020 في الذكرى الأولى لمظاهرات 20 سبتمبر 2019؛ دعا محمد علي المصريين إلى الخروج في مظاهرات حاشدة للمطالبة برحيل الرئيس عبد الفتاح السيسي. وتصدر وسم «انزل 20 سبتمبر» مواقع التواصل الاجتماعي في مصر، حيث شارك آلاف النشطاء والمغردين في المطالبة برحيل السيسي ونظامه.
وظهر محمد علي عبر بث مقاطع مصورة تحدث فيها عما وصفه بفساد السيسي وأسرته وقيادات بالجيش، وإهدار الأموال العامة بإنفاقها على مصالحهم الشخصية وبناء القصور الرئاسية. وحازت تلك المقاطع المصورة متابعة واسعة بين المصريين، مما دفع الرئيس للرد عليها علنا، بقوله «نعم أبني قصور وسأبني قصور» مبررا ذلك بأنه من أجل مصر لا من أجله هو شخصيا.
وخرجت مظاهرات نادرة يوم 20 سبتمبر في ميدان التحرير وبعض المناطق الأخرى، لمطالبة الجيش بعزل عبد الفتاح السيسي، وأعقبها حملة اعتقالات واسعة من الشوارع طالت مئات النشطاء. وكرر محمد علي دعوته للتظاهر في الذكرى الماضية لثورة 25 يناير دون استجابة شعبية، مما دفعه إلى إعلان اعتزال العمل السياسي، لكنه عاد مؤخرا ليؤكد أنه لن يستسلم، وسيواصل العمل على إسقاط السيسي.

## أعماله

### الأفلام
- 2016: البر التاني بدور سعيد[1]
- 2014: المعدية
- 2013: القشاش بدور الضابط جلال

### المسلسلات
- 2019: البيت الكبير 2[1]
- 2018: طايع بدور الرائد سراج
- 2016: المغني
- 2014: شارع عبد العزيز 2 بدور شعلان
- 2014: السيدة الأولى
- 2011: صفحات شبابية

## روابط خارجية
- محمد علي على موقع قاعدة بيانات الأفلام العربية